# Hommes et Femmes
Men and Women
Men and Women (Hommes et Femmes) est une série de cinquante-et-un monologues dramatiques de Robert Browning, publiée en 1855, et qui est aujourd'hui reconnue comme étant l'une des œuvres les plus marquantes du poète. L'ensemble reçut pourtant un accueil critique assez peu favorable lors de sa publication et ne se vendit que médiocrement. 
Déclamés solennellement, chuchotés sur le ton de la confidence ou malicieusement joués par des personnages historiques, tels Fra Lippo Lippi et Andrea del Sarto, ou encore d'autres qui sont fictifs, voire sans nom, souvent le poète lui-même ainsi déguisé, comme dans le doux Love among the Ruins (« Amour parmi les ruines ») ou encore Two in the Campagna (« Deux dans la Campagna [italienne] »), ces monologues présentent une grande variété de situations, de personnages et de problématiques. Beaucoup, cependant, sont consacrés à des épisodes de la renaissance italienne. Un cinquante-et-unième, One Word More (« Juste un mot »), dont Browning est nommément le narrateur, est consacré à son épouse, la poétesse Elizabeth Barrett Browning.

## Contexte de la publication d’Hommes et Femmes
Après 1850, Browning connut cinq années de désert éditorial, qu'Hommes et Femmes interrompit en 1855. En fait, c'était sa première série de poèmes depuis son mariage avec Elizabeth Barrett en 1846. 
Sa réputation n'avait pas encore surmonté l'effet du désastreux échec de Sordello, quelque quinze ans auparavant, et Robert Browning voyait alors son épouse le dépasser en notoriété, à juste titre, semblait-il à l'époque, dans l'esprit des contemporains.
Robert Browning mit à profit cette relative obscurité pour travailler sur un projet qu'il méditait depuis de nombreuses années. Il était déjà considéré comme un auteur de monologues dramatiques, car il en avait écrit deux volumes intitulés Dramatic Lyrics et Dramatic Romances and Lyrics ; mais avec Men and Women, il poussa le concept encore plus loin.
Le volume contient cinquante-et-un poèmes distincts, sans lien entre eux ; tous sont des monologues, prononcés par différents narrateurs, dont certains sont identifiés, et d'autres non. Les cinquante premiers poèmes englobent une gamme très variée de situations historiques, religieuses ou européennes ; quant au cinquante-et-unième poème — One Word More — il met en scène Robert Browning lui-même en tant que narrateur, et il est dédié à sa femme, Elizabeth Barrett Browning.
Le titre de cette série de poèmes provient d'un vers des Sonnets de la Portugaise écrits par Elizabeth. Browning lui-même appréciait beaucoup son recueil, qu'il appelait « Mes cinquante hommes et femmes » (selon le premier vers de One Word More), et que l'on considère aujourd'hui comme l'une des œuvres les plus significatives de l’époque victorienne en Angleterre.

## Poèmes de la sérieHommes et Femmes
- Love Among the Ruins (« Amour parmi les ruines »)
- A Lover’s Quarrel (« Querelle d'amoureux »)
- Evelyn Hope (« Evelyn Hope »)
- Up at a Villa – Down in the City (« En Haut dans la villa — en bas dans la ville »)
- A Woman’s Last Word (« Le Dernier Mot d'une femme »)
- Fra Lippo Lippi (« Fra Lippo Lippi »)
- A Toccata of Galuppi's (« Une toccata de Galuppi »)
- By the Fireside (« Au coin du feu »)
- Any Wife to Any Husband (« Chaque Femme à chaque mari »)
- An Epistle Containing the Strange Medical Experience of Karshish, the Arab Physician (« Épître contenant l'étrange expérience médicale de Karshish, le médecin arabe »)
- Mesmerism (« Mesmérisme »)
- A Serenade at the Villa (« Sérénade à la villa »)
- My Star (« Mon étoile »)
- Instans Tyrannus (Instans Tyrannus)
- A Pretty Woman (« Une Jolie Femme »)
- Childe Roland to the Dark Tower Came (« L'Infant Roland à la Tour sombre s'en vint »)
- Respectability (« Respectabilité »)
- A Light Woman  (« Une Femme légère »)
- The Statue and the Bust (« La Statue et le buste »)
- Love in a Life (« L'Amour dans une vie »)
- Life in a Love (« La Vie dans un amour »)
- How It Strikes a Contemporary (« Comment cela frappe un contemporain »)
- The Last Ride Together (« Dernière Chevauchée ensemble »)
- The Patriot (« Le Patriote »)
- Master Hugues of Saxe-Gotha (« Maître Hugues de Saxe-Gotha »)
- Bishop Blougram’s Apology (« Apologie de l'évêque Blougram »)
- Memorabilia (Memorabilia)
- Andrea del Sarto (« Andrea des Sarto »)
- Before (« Avant »)
- After (« Après »)
- In Three Days (« Dans trois jours »)
- In a Year (« Dans un an »)
- Old Pictures in Florence (« Vieilles Images de Florence »)
- In a Balcony (« En un balcon »)
- Saul (« Saüll »)
- De Gustibus (De Gustibus)
- Women and Roses (« Des Femmes et des roses »)
- Protus (« Protus »)
- Holy-Cross Day (« Jour de la Sainte-Croix »)
- The Guardian-Angel (« L'Ange gardien »)
- Cleon (« Cléon »)
- The Twins (« Les Jumeaux »)
- Popularity (« Popularité »)
- The Heretic’s Tragedy (« La Tragédie de l'hérétique »)
- Two in the Campagna (« À Deux dans la campagne italienne »)
- A Grammarian’s Funeral (« Funérailles d'un grammairien »)
- One Way of Love (« Un Chemin de l'Amour »)
- Another Way of Love (« Un autre chemin de l'Amour »)
- Transcendentalism - A Poem in Twelve Volumes (« Transcendentalisme — Poème en douze volumes »)[1]
- Misconceptions (« Idées erronées »)
- One Word More (« Encore un mot »)